# Guy Antoine Diandy
Guy Antoine Diandy, né le 8 octobre 1994, est un coureur cycliste sénégalais.

## Biographie
En 2017, il devient champion du Sénégal sur route, sous les couleurs du club Thiès Baobab Cycle,. L'année suivante, il participe avec sa sélection nationale au Tour du Sénégal, qu'il termine à la 48e place.

## Palmarès
- 2017
  -  Champion du Sénégal sur route